# نسخه شاه جیمز
نسخهٔ شاه جیمز (به انگلیسی: King James (KJV))، که تحت عنوان کتاب مقدس شاه جیمز (به انگلیسی: King James Bible (KJB)) نیز شناخته می‌شود، و گاهی تحت عنوان نسخهٔ انگلیسی ۱۶۱۱، یا به اختصار نسخهٔ مجاز (به انگلیسی: Authorized Version (AV)) نیز نامیده می‌شود، ترجمهٔ انگلیسی کتاب مقدس مسیحی برای کلیسای انگلیس است، که تحت حمایت جیمز ششم و اول در سال ۱۶۰۴ به بهره‌برداری رسید و در سال ۱۶۱۱ به پایان رسید و منتشر نیز شد. کتاب نسخهٔ شاه جیمز شامل ۳۹ کتاب عهد عتیق، بخش بین بنیادی حاوی ۱۴ کتاب از کتب کاذبه، و ۲۷ کتاب عهد جدید است. نسخهٔ شاه جیمز که به دلیل «عظمت سبک» آن مورد توجه قرار گرفته‌است، به عنوان یکی از مهم‌ترین کتاب‌ها در فرهنگ انگلیسی و نیروی محرکه در شکل‌گیری جهان انگلیسی‌زبان توصیف شده‌است.